# Heino Ferch
Heino Ferch (Bremerhaven, 18 de agosto de 1963) é um ator alemão.

## Biografia
Ferch nasceu em Bremerhaven em 1963, filho de Walter Joachim Ferch e de sua esposa Erika Morath. Ele assumiu o papel de Rupert em uma adaptação televisiva de The Broken Krug dirigida por Heinz Schirk. Fez sua estreia no cinema em 1988 com uma curta aparição em Castelo de Königswald. Em 1989 desempenhou um papel coadjuvante em Wedding de Heiko Schier. Seus filmes seguintes foram Polizeiruf 110: Samstags, wenn Krieg ist (1994), Deutschlandlied (1995) dirigido por Tom Toelle, e em 1996 o filme O Guardião da Floresta (1996) de Volker Schlöndorff.
Em 1997, apareceu no filme Comedian Harmonists, de Joseph Vilsmaier, com o papel do barítono Roman Cycowski e como o instrutor de esqui Marco em Winter Sleepers - Inverno Quente, de Tom Tykwer. Em 1997, Ferch foi visto em nove papéis diferentes, sete dos quais eram estrelados ou co-estrelados por ele.
Em 1998, interpretou o gangster Ronnie em Corra, Lola, Corra, de Tom Tykwer. No ano seguinte, assumiu o papel de Johannes no thriller anglo-alemão The Unscarred de Buddy Giovinazzo. Em 1999 fez o papel do ex-legionário Volker Bretz no filme Straight Shooter. A semelhança com o ator americano Bruce Willis na época deu-lhe o apelido de “Bruce Willis alemão”. Em 2002 atuou no filme de suspense Nachts im Park.
Atuou na série de televisão O Túnel (2001) pelo qual foi premiado com a Goldene Kamera. Em 2004 o filme Der Untergang foi lançado nos cinemas. Nele, Ferch interpreta o ministro e arquiteto de armamentos nazista Albert Speer. Em 2005, desempenhou o papel do general americano Philipp Turner na série de televisão Plano de Guerra.
Ele recebeu boas críticas da imprensa por sua interpretação do líder do gueto judeu Jacob Gens na adaptação cinematográfica da peça Ghetto de Joshua Sobol. Em 2006, protagonizou o telefilme The Wall – Berlin '61. Ele foi premiado com o Jupiter Award em 2008 por sua interpretação do personagem Hans Kuhlke de Die Mauer – Berlin '61. No final de 2007, interpretou o papel do marido ciumento Jan no filme de comédia Messy Christmas.

## Filmografia
| Ano       | Título                                          | Papel                                 | Nota(s)              |
| --------- | ----------------------------------------------- | ------------------------------------- | -------------------- |
| 1985-1987 | Der Alte                                        | Policial                              | 2 episódios          |
| 1988      | Schloß Königswald                               | operador de rádio                     |                      |
| 1988      | Die Männer vom K3                               | Edgar Hinrichs                        | 1 episódio           |
| 1988      | Europa und der zweite Apfel                     |                                       | Filme para televisão |
| 1989      | Berliner Weiße mit Schuß                        | Thomas Spannhake                      | 1 episódio           |
| 1989      | Wedding                                         | Klaus                                 |                      |
| 1989      | Praxis Bülowbogen                               |                                       |                      |
| 1990      | Wie gut, daß es Maria gibt                      | Policial                              |                      |
| 1991      | ...bis Montagmorgen                             | Anjas Freund                          | Filme para televisão |
| 1991      | Mocca für den Tiger                             |                                       | Filme para televisão |
| 1991      | Wer hat Angst vor Rot, Gelb, Blau?              | Müller                                |                      |
| 1991      | Der Tod kam als Freund                          | Korten (Jung)                         | Filme para televisão |
| 1991      | Scheidung a la carte                            | Walter                                | Filme para televisão |
| 1992      | Alles Lüge                                      | Representante                         |                      |
| 1992      | Der Blaue Engel                                 | Jan Kapusta                           |                      |
| 1992      | Business with Friends                           | Rainer                                | Filme para televisão |
| 1992      | Haus am See                                     |                                       | 1 episódio           |
| 1993      | Sylter Geschichten                              |                                       |                      |
| 1993      | Gefährliche Verbindung                          | Andi                                  | Filme para televisão |
| 1993      | Ein unmöglicher Lehrer                          | Ernst                                 | Filme para televisão |
| 1994-1995 | Polizeiruf 110                                  | Wolf Kleinhaupt                       |                      |
| 1994      | Der letzte Kosmonaut                            | Popov, Kosmonaut                      | Filme para televisão |
| 1994      | Ein starkes Team                                | Willi                                 | Série de TV          |
| 1994      | Wolffs Revier                                   | Franz Opitz                           | 1 episódio           |
| 1994      | Das Baby der schwangeren Toten                  | Michael Brauer                        | Filme para televisão |
| 1994      | Freundinnen                                     | Peter                                 | Filme para televisão |
| 1994      | Lauras Entscheidung                             | gerente da concessionária de água     |                      |
| 1995      | Wer Kollegen hat, braucht keine Feinde          | Georg Meier                           | Filme para televisão |
| 1995      | Visum in den Tod - Die Russenhuren              | Klaus Rittner                         | Filme para televisão |
| 1996      | O Guardião da Floresta                          | Oficial SS Raufeisen                  |                      |
| 1997      | Es geschah am hellichten Tag                    | Hans 'Der Bock' Lederer               | Filme para televisão |
| 1997      | A Vida É Tudo Que Temos                         | Hoffmann                              |                      |
| 1997      | Lucie Aubrac - Um Amor em Tempo de Guerra       | Barbie                                |                      |
| 1997      | Buddies - Leben auf der Überholspur             | Buddies                               |                      |
| 1997      | Koma - Lebendig begraben                        | Franky                                | Filme para televisão |
| 1997      | Winter Sleepers - Inverno Quente                | Marco                                 |                      |
| 1997      | Comedian Harmonists                             | Roman Cycowski                        |                      |
| 1997      | Der Schutzengel                                 | Marc Bittner                          | Filme para televisão |
| 1997      | Spiel um dein Leben                             | Plato                                 | Filme para televisão |
| 1998      | Erst die Ehe, dann das Vergnügen                | Amante de Isabel                      |                      |
| 1998      | Männer, 2 Frauen - 4 Probleme!?                 | Nick                                  |                      |
| 1998      | Single sucht Nachwuchs                          | Robert Breuer                         |                      |
| 1998      | Corra, Lola, Corra                              | Ronnie                                |                      |
| 1998      | Mortal Friends                                  | Max Klausmann                         | Filme para televisão |
| 1999      | Straight Shooter                                | Volker Bretz                          |                      |
| 1999      | Total Recall 2070                               | Det. Franco Kasten                    | Série de TV          |
| 1999      | Grüne Wüste                                     | Simon                                 |                      |
| 1999      | Der Feuerteufel - Flammen des Todes             | Peter Bender                          | Filme para televisão |
| 2000      | Marlene - O Mito, A Vida, O Filme               | Carl Seidlitz                         |                      |
| 2000      | I guardiani del cielo                           | Léon                                  |                      |
| 2000      | The Unscarred                                   | Johann                                |                      |
| 2001      | O Túnel                                         | Harry Melchior                        |                      |
| 2002      | Nachts im Park                                  | Steffen Hennings                      |                      |
| 2002      | Napoleão                                        | Armand Augustin Louis de Caulaincourt |                      |
| 2002      | Desafio Radical                                 | Mark                                  |                      |
| 2003      | Der Anwalt und sein Gast                        | Anwalt Weller                         | Filme para televisão |
| 2003      | Das Wunder von Lengede                          | Franz Wolbert                         | Filme para televisão |
| 2003      | Le lion                                         | Julien Keller                         | Filme para televisão |
| 2003      | Júlio César                                     | Vercingetórix                         | Minissérie           |
| 2004      | Das Konto                                       | Dr. Michael Mühlhausen                | Filme para televisão |
| 2004      | A Queda! As Últimas Horas de Hitler             | Albert Speer                          |                      |
| 2005      | Vom Suchen und Finden der Liebe                 | Hermes / Afrodite                     |                      |
| 2005      | D'Artagnan e os Três Mosqueteiros               | Athos                                 | 2 episódios          |
| 2005      | Hölle im Kopf                                   | Marc Hoffmann                         | Filme para televisão |
| 2005      | Mord am Meer                                    | Anton Glauberg                        | Filme para televisão |
| 2005      | Hunt for Justice                                | Keller                                | Filme para televisão |
| 2005      | Die Luftbrücke - Nur der Himmel war frei        | General Philipp Turner                | Filme para televisão |
| 2005      | Vilniaus getas                                  | Gens                                  |                      |
| 2006      | Auf ewig und einen Tag                          | Jan Ottmann                           | Filme para televisão |
| 2006      | Die Mauer - Berlin '61                          | Hans Kuhlke                           |                      |
| 2007      | Der geheimnisvolle Schatz von Troja             | Heinrich Schliemann                   | Filme para televisão |
| 2007      | Meine schöne Bescherung                         | Jan Meinhold                          |                      |
| 2008      | Das Wunder von Berlin                           | Jürgen Kaiser                         | Filme para televisão |
| 2008      | The Trojan Horse                                | Christian Kruse                       | 1 episódio           |
| 2008      | O Grupo Baader Meinhof                          | Horst Herold Assistente               |                      |
| 2008      | Und Jimmy ging zum Regenbogen                   | Manuel Aranda                         | Filme para televisão |
| 2009      | Entführt                                        | Thomas Danner                         | Filme para televisão |
| 2009      | Krupp - Eine deutsche Familie                   | Gustav Krupp von Bohlen und Halbach   | Minissérie           |
| 2009      | Vision - Aus dem Leben der Hildegard von Bingen | Mönch Volmar                          |                      |
| 2010-2021 | Spuren des Bösen                                | Richard Brock                         | 9 episódios          |
| 2010      | Die Toten vom Schwarzwald                       | Matthias Auerbach                     | Filme para televisão |
| 2010      | Jerry Cotton                                    | Klaus Schmidt                         |                      |
| 2010      | Kennedys Hirn                                   | Dr. Holloway                          |                      |
| 2010      | Vincent will Meer                               | Robert                                |                      |
| 2010      | Hanni & Nanni                                   | George Sullivan                       |                      |
| 2010      | Tod in Istanbul                                 | Mark Kleinert                         | Filme para televisão |
| 2010      | O Campeão de Hitler                             | Max Machon                            |                      |
| 2010      | Im Dschungel                                    | Henning Lohmann                       | Filme para televisão |
| 2010      | Das Leben ist zu lang                           | Professor Mohr                        |                      |
| 2011      | Rottmann schlägt zurück                         | Klaus Rottmann                        | Filme para televisão |
| 2011      | Vater Mutter Mörder                             | Tom Wesnik                            | Filme para televisão |
| 2011      | Verschollen am Kap                              | Claas Lohmann                         | Minissérie           |
| 2012      | München 72 - Das Attentat                       | Dieter Waldner                        | Filme para televisão |
| 2012      | Ruhm                                            | Ralf Tanner                           |                      |
| 2012      | Hanni & Nanni 2                                 | George Sullivan                       |                      |
| 2012      | Deckname                                        | Moll                                  | Série de TV          |
| 2012      | Ein vorbildliches Ehepaar                       | Roman Ellermann                       | Filme para televisão |
| 2013      | Das Adlon. Eine Familiensaga                    | Louis Adlon                           | Minissérie           |
| 2013      | Verratene Freunde                               | Peter Staude                          | Filme para televisão |
| 2013      | The Key                                         |                                       | Curta-metragem       |
| 2013      | O clã Wagner                                    | Houston Stewart Chamberlain           | Filme para televisão |
| 2013      | Wenn es am schönsten ist                        | Peter                                 | Filme para televisão |
| 2014      | Sarajevo                                        | Dr. Herbert Sattler                   | Filme para televisão |
| 2014      | Tigers                                          | Michael                               |                      |
| 2014      | Suite Francesa                                  | Major                                 |                      |
| 2015      | Tod eines Mädchens                              | Simon Kessler                         | 2 episódios          |
| 2015      | Mara e o Senhor do Fogo                         | Dr. Thurisaz                          |                      |
| 2015      | Mein Sohn Helen                                 | Tobias Wilke                          | Filme para televisão |
| 2015      | Unterm Radar                                    | Heinrich Buch                         | Filme para televisão |
| 2015      | Der Verlust                                     | Uli Martens                           | Filme para televisão |
| 2015      | Hans im Glück                                   | Herr                                  | Filme para televisão |
| 2016      | Keine Ehe ohne Pause                            | Max Mangold                           | Filme para televisão |
| 2016      | Ku'damm 56                                      | Professor Fassbender                  | Minissérie           |
| 2016      | Fritz Lang                                      | Fritz                                 | Diretor              |
| 2017      | Helen Dorn                                      | Dr. Kleinert                          | Série da TV          |
| 2017      | Conni und Co 2 - Das Geheimnis des T-Rex        | Prefeito                              |                      |
| 2017      | Ein Kind wird gesucht                           | Ingo Thiel                            | Filme para televisão |
| 2017      | Angst                                           | Randolph Tiefenthaler                 | Filme para televisão |
| 2017      | Operação Berlim                                 | Joseph Emmerich                       | 8 episódios          |
| 2018      | Confusão de Elite                               | Arno Hedmann                          |                      |
| 2018      | Ku'damm 59                                      | Dr. Jürgen Fassbender                 | Minissérie           |
| 2018      | Der Richter                                     | Dr. Joachim Glahn                     |                      |
| 2018      | Herzkino.Märchen                                | Simeon Herzog                         | 1 episódio           |
| 2019      | Tod eines Mädchens 2: Die verschwundene Familie | Simon Kessler                         |                      |
| 2019      | Pastewka                                        | Heino Ferch / Werner Weihrauch        | 2 episódios          |
| 2019      | Liebe verjährt nicht                            | Piet N. Schneller                     | Filme para televisão |
| 2019      | Die Spur der Mörder                             | Ingo Thiel                            | Filme para televisão |
| 2019      | Hunt for the Bosses                             |                                       | Série de TV          |
| 2020      | Das Mädchen am Strand                           | Simon Kessler                         | Minissérie           |
| 2020      | Der Beischläfer                                 | Heino Fersch                          | 1 episódio           |
| 2020      | Die Pfefferkörner und der Schatz der Tiefsee    | Robert Fleckmann                      |                      |
| 2020      | Blöd gelaufen - Danke für den Abschied          | Ulf                                   |                      |
| 2021      | Liebe ist unberechenbar                         | Prof. Leonard Damovsky                | Filme para televisão |
| 2021      | Kommissarin Lucas                               | Magnus Guttmann                       | 1 episódio           |
| 2021      | Ku'damm 63                                      | Dr. Jürgen Fassbender                 | 3 episódios          |
| 2021      | Ein Mädchen wird vermisst                       | Ingo Thiel                            | Filme para televisão |